# NewZCool
NewZCool (Ньюзкул) — український кранк-гурт.

## Історія

### «Школа, Кости, Рэп»
Гурт NewZCool створений у 2000 році. Засновники — Дмитро Ступка (псевдонім Вітамін) та Василь Котляров (псевдонім Напильник). На початку свого існування співпрацювали з відомим виконавцем і продюсером Потапом. У 2004 році до гурту приєднується Олексій Завгородній (псевдонім Позитив), з яким у 2006 році гурт випускає дебютний альбом під назвою «Школа, Кости, Рэп». З гурту йде Дмитро Ступка. Гурт NewZCool безперервно працює над новими хітами
У 2002 році відбувся перший концерт гурту NewZCool у фіналі Чемпіонату України з футболу у прямій трансляції Першого Національного каналу. З 2005 року хлопці з гурту NewZCool є учасниками Таврійських ігор, багатьох міжнародних фестивалів і конкурсів. Гурт налічує більш ніж 1500 концертів та сольних виступів.

### «Штольня»
Початком нового етапу в історії стала «Штольня». Навесні 2006 року група здійснює супер-прорив шляхом участі в офіційному саундтреку до гучного фільму під назвою «Штольня» і активній ротації кліпу на однойменний хіт, записаний спільно з ВУЗВ та XS. Суперхіт «Штольня» займав перші місця серед ТОП-чартів телеканалу М1. Тепер про них знають всі і їх альбом стає популярним серед дітей та дорослих слухачів!.

### «Озеро сліз»
У 2007 році гурт NewZCool підписує контракт з продюсерським центром Music Motors, який на той час очолював Руслан Мінжинський. Незабаром гурт NewZCool з'являється зовсім в іншому стилі разом з жіночим гуртом «Queen$.» Позитив і Напильник стають молодіжними героями, що несуть культуру хіп-хоп і R'N’B у маси. Нові друзі і колеги гурту — «Queen$» — четверо чудових дівчат, з якими у хлопців закрутився досить-таки серйозний «творчий» роман. Лірична історія нерозділеного кохання під назвою «Озеро сліз» підірвала найкрутіші хіт-паради країни. Хлопців захлеснула активна концертна діяльність. Творчість NewZCool успішно поширилася по різним кінцям світу, включаючи Європу, Азію, США. Щирість і майстерність вже зрілих артистів продовжує радувати новими ідеями.

### «5 элемент»
Прем'єра кліпу на пісню гуртів Queen$ та NewZCool відбулася у 2008 році на телеканалі М1 в Міністерстві прем'єр. Пісня «5 элемент» займала перші місця в хіт-парадах та стала справжнім хітом серед молоді.

### «Так выпала карта»
Сингл «Так выпала Карта» — найдушевніший сучасний романс, який підкорив інтернет слухачів неповторною історією кохання. Далі новий гурт запозичить відому пісню «Так выпала Карта» для початку діяльності проекту «Время и Стекло» під керівництвом музичного продюсеру Потапа.

### Новий етап

У 2010 році NewZCool починає сольну діяльність. До гурту повертається Дмитро Ступка, вже відомий молодий актор театру і кіно. Олексій Завгородній йде в проект «Время и Стекло». В мережі інтернет виходить новий хіт від NewZCool під назвою «Спаси». Патріотична пісня — сповідь, подяку молодшого покоління старшому, торкнулася вічної теми, заслуживши повагу у юнацької та дорослої аудиторії.

### «Не забывай»
У 2012 році гурт випускає новий хіт «Не забывай» спільно з жіночим гуртом «R-action», продюсером якої є Василь Котляров. Прем'єра кліпу на пісню «Не забывай» відбулася 21 вересня на музичних каналах країни.
Хлопці з NewZCool представили Україну на симпозіумі у Польщі по боротьбі з алкозалежністю в Європі.
Зараз продюсером NewZCool є основоположник гурту — Василь Котляров. В роботі гурту NewZCool унікальний контент — забійні хіти і незабутня програма.

## Дискографія
- «Школа, кости, рэп» (2006) Пісні з альбому «Школа, кости, рэп»: 01. Intro 02. Рыцари рифмы 03. Запутался 04. Лазурное небо 05. Скит 1 на перемене 06. В Японском переулке 07. Я не забув 08. Скит 2 на уроке 09. Египет 10. Новый год 11. Мечта 12. Юля feat. Потап 13. Родина feat. Snakie 14. Футбол 15. Тримай своє життя 16. Outro

## Перелік пісень гурту NewZCool
| Альбом «Школа, кости, рэп» (2006) |                                   |
| Intro                             | NewZCool                          |
| Рыцари рифмы                      | NewZCool                          |
| Запутался                         | NewZCool                          |
| Лазурное небо                     | NewZCool                          |
| Скит 1 на перемене                | NewZCool                          |
| В Японском переулке               | NewZCool                          |
| Я не забув                        | NewZCool                          |
| Скит 2 на уроке                   | NewZCool                          |
| Египет                            | NewZCool                          |
| Новый год                         | NewZCool                          |
| Мечта                             | NewZCool                          |
| Юля                               | NewZCool & Потап                  |
| Родина                            | NewZCool & Snakie                 |
| Футбол                            | NewZCool                          |
| Тримай своє життя                 | NewZCool                          |
| Outro                             | NewZCool                          |
|                                   |                                   |
| Назавжди                          | NewZCool & UGO и Потап            |
| Озеро Слез                        | NewZCool & Queen$                 |
| Озеро сліз                        | NewZCool & Queen$                 |
| Бандитский рай                    | NewZCool & Queen$                 |
| 5 элемент                         | NewZCool & Queen$                 |
| Так выпала карта                  | NewZCool & Queen$                 |
| Кто-то сказал мне                 | NewZCool & Queen$                 |
| Церкви над водой                  | NewZCool & Queen$                 |
| Попалили папу Лили                | NewZCool & Потап                  |
| Невозможно но                     | NewZCool                          |
| Скачать бесплатно                 | NewZCool                          |
| Капает                            | NewZCool & Antony                 |
| Оставайся                         | NewZCool & Antony & Lil'Дождь     |
| Откажись                          | NewZCool & дядя Вадя & Lil'Дождь  |
| Зараз будуть танці                | NewZCool & David                  |
| Big girl now                      | NewZCool & David                  |
| Ты слышишь                        | NewZCool & Потап & XS             |
| Штольня                           | NewZCool & ВУЗВ & XS              |
| Штольня                           | NewZCool & Потап & UGO & XS       |
| Клуб                              | NewZCool & Потап &UGO             |
| Лето                              | NewZCool, Потап и его команда     |
| Качаем                            | NewZCool, Потап & UGO & дядя Вадя |
| Аю-Даг (Гимн Артека 2009)         | NewZCool                          |
| Спаси                             | NewZCool                          |
| Гимн SAMVATAS                     | NewZCool                          |
| Не забывай                        | NewZCool & R-action               |
| На Даху Я                         | NZK                               |
| A-ZU-ZU                           | NZK                               |
| ПОНЧИК                            | NZK                               |
| АРТАН                             | ПОТАП & ДЯДЯ ВАДЯ & NAPILNIK      |

## Гімни за участю гурту NewZCool
| «Гімн футболу» у 2002 році                          | Футбол                   |
| «Гімн Артеку» у 2009 році                           | Аю-Даг (84-річчя Артеку) |
| «Гімн Федерації Пауерліфтінгу SAMVATAS» у 2016 році | Гимн SAMVATAS            |
| --------------------------------------------------- | ------------------------ |

## Нагороди гурту NewZCool
| Пісня року 2007 | NewZCool та Queen$ «Озеро слез» |
| --------------- | ------------------------------- |

## Перелік кліпів за участю гурту NewZCool
| Переклік кліпів                                           | За участю:                               |
| Назавжди                                                  | UGO, ВУЗВ, NewZCool та Потап             |
| На своей волне                                            | Потап (за участю гурту NewZCool)         |
| Лазурное небо                                             | NewZCool                                 |
| Рыцари рифмы                                              | NewZCool                                 |
| Без любви                                                 | Потап і Настя (за участю гурту NewZCool) |
| Просто супер                                              | ВУЗВ (за участю гурту NewZCool)          |
| Штольня                                                   | NewZCool, XS та ВУЗВ                     |
| Клуб [Архівовано 15 лютого 2019 у Wayback Machine.]       | Потап, UGO, NewZCool                     |
| Big girl now [Архівовано 6 січня 2020 у Wayback Machine.] | NewZCool та David                        |
| Не пара                                                   | Потап і Настя (за участю гурту NewZCool) |
| Озеро сліз                                                | NewZCool & Queen$                        |
| Озеро слез                                                | NewZCool & Queen$                        |
| Поднимите руки вверх                                      | Потап, UGO, NewZCool та дядя Вадя        |
| Разгуляй                                                  | Потап і Настя (за участю гурту NewZCool) |
| Внатуре                                                   | Потап і Настя (за участю гурту NewZCool) |
| Крепкий орешек                                            | Потап і Настя (за участю гурту NewZCool) |
| Ты помнишь                                                | XS (за участю гурту NewZCool)            |
| На раЁне                                                  | Потап і Настя (за участю гурту NewZCool) |
| 5 элемент [Архівовано 27 жовтня 2017 у Wayback Machine.]  | NewZCool & Queen$                        |
| Капает                                                    | UGO (за участю гурту NewZCool)           |
| Кто-то сказал                                             | NewZCool & Queen$                        |
| От сосны иголочка (Новый Год)                             | Потап і Настя (за участю гурту NewZCool) |
| Качаем                                                    | Потап, UGO, NewZCool та дядя Вадя        |
| Лето                                                      | Потап і Настя (за участю гурту NewZCool) |
| Не забывай                                                | NewZCool &R-action                       |
| На Даху Я                                                 | NZK                                      |
| A-ZU-ZU                                                   | NZK                                      |
| ПОНЧИК                                                    | NZK                                      |
| АРТАН                                                     | ПОТАП & ДЯДЯ ВАДЯ & NAPILNIK             |
| --------------------------------------------------------- | ---------------------------------------- |